# ابن مصال
نجم‌الدین ابوالفتح سلیم (یا سلیمان) بن محمد لُکّی مغربی، که بیشتر با نام ابن مَصال شناخته می‌شود (؟ – ۱۱۵۰م/ ۵۴۴ق) از فرماندهان نظامی و کارگزاران خلافت فاطمی بود. او در فاصلهٔ سال ۱۱۴۴/۴۵م برای مدتی کوتاه به‌عنوان وزیر بالفعل خلافت فاطمی فعالیت کرد. اما در زمستان سال ۱۱۴۹/۵۰م، به‌دست عادل بن سلار و هوادارانش برکنار و کشته شد.
ابن مصال از تبار بربر بود. خلیفهٔ فاطمی الحافظ از سال ۵۳۹ق/ ۱۱۴۴م، اداره امور دولت فاطمی را به او سپرد، هرچند رسماً عنوان وزیر به او داده نشد. اما جانشین الحافظ، یعنی خلیفه الظافر، در سال ۵۴۴ق/ ۱۱۴۹م، ابن مصال را به‌عنوان وزیر خود منصوب کرد. بدین‌ترتیب، او عملاً آخرین وزیری بود که توسط یک خلیفهٔ فاطمی منصوب شد. ابن مصال توانست — هرچند به‌طور مؤقت — درگیری‌های فرقه‌ای در ارتش فاطمی را فرو بنشاند. اما در همان سال، نیروهای عادل بن سلار که سر به شورش برداشته و به قاهره حمله کرده بودند، او را تعقیب کرده و به قتل رساندند. وزارت ابن مصال تنها حدود پنجاه روز دوام یافت.

## زندگی
نَسبِ او (مغربی) و نام «مصال» نشان می‌دهد که وی ریشه‌ای بربری داشته است. او در شهر لُکّ واقع در منطقهٔ سیرنائیکا (برقه در لیبی امروزی) به دنیا آمد. از پدرش فنون تربیت باز شکاری و دامپزشکی را آموخت، که همین مهارت‌ها او را قادر ساخت تا به مقامی نظامی در پایتخت فاطمیان، قاهره، دست یابد.
جزئیات دقیقی از دوران نظامی او در دست نیست، اما تا سال ۱۱۴۴/۴۵م، به چنان جایگاهی رسید که خلیفهٔ فاطمی، الحافظ، رهبری دولت را به او سپرد. با این حال، به او عنوان رسمی «وزیر» داده نشد؛ عنوانی که از زمان برکناری رضوان بن ولخشی در سال ۱۱۳۹م، خالی مانده بود. در عوض، او با عنوان‌های «ناظر فی الأمور» (سرپرست امور) و «ناظر فی المصالح» (ناظر بر منافع عمومی) شناخته می‌شد؛ القابی که نشان‌دهندهٔ جایگاه عملی بالای او در ادارهٔ حکومت، بدون برخورداری از عنوان وزیری بود. 
وقتی خلیفه الحافظ در اکتبر ۱۱۴۹ درگذشت، پسر شانزده‌سالهٔ او، الظافر، به جانشینی‌اش رسید.  الظافر که بیشتر به لذت‌های دربار علاقه‌مند بود تا به ادارهٔ امور کشور، با وجود کهولت سنِ ابن مصال، او را به‌عنوان وزیر خود منصوب کرد. ابن مصال همراه با این انتصاب، القاب رایج وزرای فاطمی را دریافت کرد، از جمله: «السیّد الأجل» (سرور والاقدر)، «أمیر الجیوش» (فرمانده ارتش‌ها)، و «المفضّل» یا «الأفضل» (برگزیده‌ترین). او خیلی زود توانست دعواها و درگیری‌ها بین سواره‌نظام تُرک معروف به ریحانی و بردگان سیاه‌پوست نظامی را با پرداخت پول و وعدهٔ رسیدگی به آیندهٔ آنان، آرام کند.
مدتی پس از آغاز وزارت، ابن مصال با شورش ابن السلار، فرماندار اسکندریه، روبه‌رو شد. ابن السلار که خود در آرزوی رسیدن به وزارت بود، پس از انتصاب ابن مصال، همراه با پسرخوانده‌اش عباس بن ابی الفتوح، به قصد تصرف مقام وزارت به سوی قاهره لشکر کشید. وقتی الظافر از نیت ابن السلار آگاه شد، برای دفاع از ابن مصال از اشراف و بزرگان دولت درخواست یاری کرد، اما آنان از همکاری امتناع ورزیدند. در نهایت، خلیفه به ابن مصال بودجه‌ای برای تشکیل سپاه داد. ابن مصال سپاهی از بربرهای لواته، سیاه‌پوستان، اعراب بادیه‌نشین و مصریان بومی گرد آورد و با اینکه در ابتدا به موفقیتی دست یافت، در دسامبر ۱۱۴۹ ناچار شد قاهره را ترک کرده و برای جذب نیروهای بیشتر به صعید مصر برود. در این حین، ابن السلار وارد قاهره شد و کنترل شهر را به دست گرفت. ابن السلار سپس پسرخوانده‌اش عباس را با ارتشی برای مقابله با ابن مصال و متحدش بدر بن رافع، که در تلاش برای بسیج قبایل عرب دلتا ناکام مانده بود، روانه کرد. دو سپاه در دَلاس، در ولایت البهنسا، در ۱۹ فوریه ۱۱۵۰ با هم روبرو شدند. در این نبرد، ابن مصال شکست خورد و کشته شد. عباس سر بریده‌اش را به‌عنوان نشانه پیروزی به قاهره بازگرداند.
وزارت ابن مصال تنها حدود پنجاه روز به طول انجامید.  این آخرین باری بود که خلیفه‌ای فاطمی به‌طور مستقل وزیر منصوب می‌کرد، چرا که با کودتای ابن السلار، منصب وزارت به عرصه‌ای برای رقابت میان سرداران قدرتمند بدل شد و خلفای پایانی فاطمی صرفاً به چهره‌هایی تشریفاتی تقلیل یافتند.
گزارش‌هایی وجود دارد که یکی از پسران ابن مصال در سال ۱۱۶۶/۶۷ از شیرکوه در اسکندریه حمایت کرده، اما سپس به سوریه گریخته است. او بعداً در توطئه‌ای به نفع فاطمیان علیه صلاح‌الدین در سال ۱۱۷۴ شرکت داشت و گفته می‌شود که به آن خیانت کرده است.